# Емануеліна
Емануеліна (пол. Emanuelina) — село в Польщі, у гміні Чарножили Велюнського повіту Лодзинського воєводства.
Населення — 67 осіб (2011).
У 1975-1998 роках село належало до Серадзького воєводства.

## Демографія
Демографічна структура станом на 31 березня 2011 року:
|          | Загалом | Допрацездатний вік | Працездатний вік | Постпрацездатний вік |
| -------- | ------- | ------------------ | ---------------- | -------------------- |
| Чоловіки | 32      | 6                  | 22               | 4                    |
| Жінки    | 35      | 8                  | 17               | 10                   |
| Разом    | 67      | 14                 | 39               | 14                   |